# Edmund Stoiber
Edmund Rüdiger Stoiber, född 28 september 1941 i Oberaudorf, Rosenheim, Bayern, är en tysk politiker (CSU) som var ministerpresident i Bayern från september 1993 till september 2007. Han var CDU/CSU-kandidat till förbundskanslerposten 2002, men förlorade valet mot Gerhard Schröder.

## Biografi
Edmund Stoiber växte upp i Oberaudorf i Oberbayern som son till Edmund Georg Stoiber och Elisabeth Stoiber (född Zimmermann). Hans mor kommer från Dormagen i Rhenlandet. 1951-1961 gick han i skolan på Ignaz-Günther-Gymnasium i Rosenheim där han tog sin studentexamen (Abitur). Han gjorde värnplikten vid fältjägarregementet i Mittenwald och Bad Reichenhall. 1962 inledde han sina studier i statsvetenskap och juridik i München vilka han avslutade 1967 med Staatsexamen. 
Efter studierna arbetade han vid Regensburgs universitet. 1971 promoverade han till Dr. jur. med arbetet "Der Hausfriedensbruch im Lichte aktueller Probleme". Samma år tog han sin andra juridiska statsexamen för att sedan börja vid det bayerska statsministeriet för regionutveckling och miljöfrågor. 
1968 gifte han sig med Karin Stoiber och de har tre barn. Han bor i Wolfratshausen.

## Politisk karriär
Stoiber är sedan 1974 ledamot av Bayerns lantdag. 1978-1983 var han generalsekreterare i CSU under partiordförande Franz Josef Strauss. Han var som generalsekreterare ansvarig för valkampanjen 1980 då Strauss var CDU/CSU:s kanslerkandidat. 1989 blev han vice ordförande för CSU och 1999 efterträdde han Theodor Waigel som CSU:s partiordförande. 1993 blev han ministerpresident i Bayern vilket ledde till flera konflikter med Waigel som var tysk finansminister.